# One Touch
One Touch este albumul de debut al formației de fete Sugababes, lansat pe 27 noiembrie 2000 în Regatul Unit. Reacția față de album în țările anglofone a fost oarecum rece, atingând locul 23 în Irlanda, 26 în Regatul Unit și locul 63 în Australia, cu toate că s-a bucurat de succes mult mai mare în țările germanofone precum Austria, Elveția și Germania unde s-a clasat în top 10. În ciuda acestui succes, London Records a terminat contractul cu ele în toamna anului 2001.
Cu excepția cântecului de debut care a fost un hit de top 10 în mai multe țări, ca Austria, Germania, Elveția, Noua Zeelandă și Regatul Unit, celelalte trei extrase pe single s-au bucurat de succes limitat, „Run for Cover” clasându-se în regiunile joase din top 40, iar „New Year” și „Soul Sound” intrând doar în topurile din insulele britanice. 